# 澳洲鴨腳木
澳洲鴨腳木（学名：Brassaia actinophylla）为五加科澳洲鴨腳木屬下的一个种。